# Anastoechus melanohalteralis
Anastoechus melanohalteralis är en tvåvingeart som beskrevs av Tucker 1907. Anastoechus melanohalteralis ingår i släktet Anastoechus och familjen svävflugor. Inga underarter finns listade i Catalogue of Life.